# Lill-Ullen
Lill-Ullen är en sjö i Hagfors kommun i Värmland och ingår i Göta älvs huvudavrinningsområde. Sjön är 17,3 meter djup, har en yta på 1,46 kvadratkilometer och är belägen 273,9 meter över havet. Sjön avvattnas av Ullshytteälven till närbelägna Stor-Ullen och vidare av vattendraget Hagälven.

## Delavrinningsområde
Lill-Ullen ingår i det delavrinningsområde (665493-138891) som SMHI kallar för Utloppet av Lill-Ullen. Medelhöjden är 309 meter över havet och ytan är 9,65 kvadratkilometer. Det finns inga avrinningsområden uppströms utan avrinningsområdet är högsta punkten. Hagälven som avvattnar avrinningsområdet har biflödesordning 3, vilket innebär att vattnet flödar genom totalt 3 vattendrag innan det når havet efter 364 kilometer. Avrinningsområdet består mestadels av skog (77 procent). Avrinningsområdet har 1,46 kvadratkilometer vattenytor vilket ger det en sjöprocent på 15,1 procent.

## Ullshyttan
Vid sjöns utlopp ligger resterna av Ullshyttan som var i drift mellan 1810 och 1859. Uddeholmsbolaget fick tillstånd att flytta masugnen från Tranebergshyttan när skogarna kring den senare hade blivit för hårt åtgångna. Dammen i Ullshyttan regleras idag av Fortum som en del av Klarälvens vattenområde. Värdet av regleringen är dock begränsat och under 2020 har Fortum ansökt om att få riva dammen vid Ullshyttan